# Vita (vaixell)
El Vita va ser un iot, construït el 1931 a Kiel (Alemanya), amb el nom d'Argosy. El 1934 va canviar el seu nom al de Vita, sent adquirit durant la Guerra Civil Espanyola per Marino de Gamboa, simpatitzant del nacionalisme basc, qui el va posar al servei de les autoritats republicanes als moments finals de la contesa. Va ser emprat per transportar objectes confiscats per la Caixa General de Reparacions al final de la Guerra Civil Espanyola, a instàncies del president del govern republicà Juan Negrín.
Al contrari del que s'ha sostingut de forma infundada, el Vita no era el Giralda, antic iot reial d'Alfons XIII, el qual de fet, va deixar de ser iot real el 1918, va passar després a buc hidrogràfic i el 1934 va ser donat de baixa, sent desballestat a Sevilla el 1940.
Construït el 1931 a Kiel (Alemanya) per l'empresa Germania Werft GmbH, amb el nom d'Argosy, es tractava d'un iot de propulsió dièsel amb una eslora màxima de 62,20 m, per 9,20 de mànega. Va ser venut a un ciutadà filipí, navegant sota pavelló nord-americà. El 1934 va canviar el seu nom al de Vita.

## El «Tresor del Vita»
A finals de 1938, Marino de Gamboa, un dels tants «homes de palla» utilitzats per Juan Negrín, llavors President del Consell de Ministres d'Espanya, va adquirir el buc i li va posar el nom de Vita.
El Vita es trobava de vacances als Països Baixos al febrer de 1939, quan Marino de Gamboa va rebre una ordre de Juan Negrín, últim cap de govern de la Segona República Espanyola per noliejar l'embarcació. Gamboa va portar el Vita al port britànic de Southampton per tancar el contracte i d'allí partí al port francès de Le Havre, deixant allí el Vita a la disposició de les autoritats espanyoles republicanes.

### Càrrega del tresor
Noliejat a Barcelona, al març de 1939, va ser posat al comandament del capità José de Ordorica, relacionat amb el Partit Nacionalista Basc (PNB).
El 28 de febrer de 1939 va embarcar en el port francès de Le Havre 120 maletes que contenien objectes confiscats per la Caixa General de Reparacions durant la Guerra Civil Espanyola i uns altres de diversa procedència, un carregament indeterminat de joies, metalls preciosos i objectes de valor. El Vita va partir de Le Havre el mateix 28 de febrer de 1939, portant un grup de carabiners espanyols lleials a Negrín, dirigits pel capità Enrique Puente, amb ordres d'ancorar en el port de Veracruz, Mèxic.
Negrín va encarregar Mariano Manresa, agregat comercial de l'ambaixada espanyola a Londres, la tasca de reunir el carregament i de seleccionar la tripulació, composta gairebé totalment per carabiners, cos de reconeguda lleialtat a Negrín. El responsable de l'operació, Enrique Puente, havia estat el cap de l'anomenada Brigada Motoritzada, nucli de l'ampliació del Cos de Carabiners.

### Arribada a Mèxic
El Vita va arribar a Veracruz el 28 de març. En aquest port havia d'esperar l'arribada del Vita el delegat oficial de Negrín a Mèxic, el doctor José Puche Álvarez, no estava present per rebre la càrrega. El 17 de març el Vita havia fet escala a l'Illa de Saint Thomas i allí Enrique Puente telegrafià Negrín per preguntar-li a qui havia de lliurar-se la càrrega del Vita, però Puente no va obtenir mai una resposta.
Així, davant la urgència de descarregar el fabulós tresor, el capità Puente telegrafia a l'ambaixador de la República Espanyola a Mèxic, el líder socialista Indalecio Prieto. Prieto va contactar amb el llavors president de Mèxic Lázaro Cárdenas del Río i li convenç que, com a ambaixador té dret a assumir la responsabilitat per la càrrega del Vita i controlar-la. Així el seu carregament es va descarregar al port de Tampico i posteriorment va ser traslladat a Ciutat de Mèxic, sota el control i la responsabilitat de la JARE (Junta d'Auxili als Republicans Espanyols), l'entitat d'ajuda a l'exili republicà dirigida pel mateix Indalecio Prieto, apartant-lo així de mans negrinistes i comunistes i rivalitzant amb el SERE (Servei d'Evacuació dels Republicans Espanyols), l'entitat d'ajuda dirigida per Juan Negrín i els seus aliats.
De fet el control del tresor del iot Vita va ser un element decisiu de la disputa política i personal de Prieto i Negrín dins de l'exili republicà, precipitant la permanent ruptura de relacions entre tots dos caps i alimentant les nombroses censures contra Negrín que van llançar líders republicans com Francisco Largo Caballero. El president mexicà Lázaro Cárdenas era amic personal d'Indalecio Prieto, per tant no va haver-hi cap interferència del govern de Mèxic en l'administració feta pels exiliats espanyols.
El gener de 1941 el president mexicà Manuel Ávila Camacho, successor de Cárdenas, va ordenar que Mèxic assumís el control de la JARE després que sortissin a la llum diverses irregularitats, com la fosa de monedes d'or de gran valor numismàtic, encara que no va poder realitzar-se cap auditoria per falta de documentació oficial.
La principal font, el mateix Amaro del Rosal Díaz escrivia:
| « | ...A hores d'ara resulta ineludible la pregunta clau que han de fer-se els espanyols: Què va ser de tot allò? Estan per explicar els paradors, l'ocupació que es va donar a l'or, a la plata, als valors i a les joies i, sobretot, ha d'aclarir-se què es va fer amb els objectes d'art», per concloure: «Molt ens temem que una gestió irresponsable convertís en lingots d'or o plata aquelles col·leccions numismàtiques de valor incalculable i que es fes el mateix amb els objectes religiosos... | » |

### Continguts del tresor del Vita
El valor dels béns transportats en el Vita mai ha pogut ser determinat. Mentre que Negrín estimava oficialment el seu valor en 40 milions de dòlars, alguns l'elevaven a 300. La seva venda durant la Guerra Mundial va rendir únicament entre vuit i deu milions de dòlars, menys de la quarta part del taxat per Negrín.
El socialista Amaro del Rosal Díaz, únic president de la Caixa de Reparacions i principal font sobre aquest tema, reprodueix el següent inventari:
| « | Embalums de l'1 al 10. — Objectes lliurats per la Caixa de reparacions . 11 — Dipòsits Banc d'Espanya de gran valor. 12 — Mont de Pietat de Madrid. 2 — Gran valor. 13 — Mont de Pietat i Dipòsit Banc d'Espanya. 14 — Mont de Pietat i Dipòsit Banc d'Espanya, de gran valor. 15 — Dipòsits Banc d'Espanya. 16 — Dipòsits i una custòdia de gran valor. 17 — Dipòsits Banc d'Espanya. 18 — Dipòsits Banc d'Espanya i una custòdia Caixa de Reparacions. 19 — Dipòsits Banc d'Espanya i especial de Caixa de Reparacions. 20 — Dipòsits Banc d'Espanya i una custòdia de Caixa de Reparacions. 21 — Dipòsits Banc d'Espanya i dues custòdies Caixa de Reparacions. 22 — Dipòsits Banc d'Espanya i una custòdia Caixa de Reparacions. 23 — Dipòsits Banc d'Espanya. 24 — Dipòsits Banc d'Espanya i una custòdia de la Caixa de Reparacions. 25 — Objectes religiosos Caixa de Reparacions d'excepcional interès. 26 — Dipòsits Alacant. 27 — Dipòsits Banc d'Espanya. 28 — Dipòsits Bancs d'Espanya i Objectes religiosos Caixa de Reparacions. 29 — Dipòsits Bancs d'Espanya i dues custòdies Caixa de Reparacions. 30 — Dipòsits Banc d'Espanya i Castelló. 31 — Dipòsits Banc d'Espanya. 32 — Dipòsits Banc d'Espanya i entregues al Ministeri d'Hisenda, de gran valor. 33 — Dipòsits Banc d'Espanya i entregues al Ministeri d'Hisenda. 34 — Dipòsits Banc d'Espanya. 35 — Dipòsits Banc d'Espanya i entregues Ministeri d'Hisenda. 36 — Dipòsit. 37 — Objectes diversos. 38 — Calaix entrega Generalitat Catalunya ór amonedat. 39 — Dipòsits de Bancos i relíquies del Patrimoni Reial. Todo el joier de Capella Reial. El cèlebre Clau de Crist. 40 — Dipòsits Mont de Pietat. 41 — Dipòsits Banc d'Espanya i custòdia. 42 — Dipòsits Banc d'Espanya y lingots òr. 43 — Dipòsits Banc d'Espanya i lingots òr. 44 — Dipòsits Banc d'Espanya, i objectes històrics Catedral Tortosa. 45 — Dipòsits Banc d'Espanya i objectes històrics Catedral Tortosa. Objectes religiosos i roba de gran valor artístic i intrínsec. 47 — Objectes religiosos de gran valor artístic i intrínsec. 48 — Entrega Generalitat de Catalunya. objectes de gran valor. 49 — Robes i Objectes religiosos procedents de la Catedral de Toledo entre ells el famós Mantel de les cinquanta mil perles. 50 — Roba i Objectes religiosos de Toledo. Dipòsits del Mont de Pietat de Madrid i tres sobres de la Caixa de Reparacions contenint brillants d'alta qualitat i de gran valor. 51 — Dipòsits Mont de Pietat de Madrid. 52 al 54 — Dipòsits Mont de Pietat de Madrid. 55 — Dipòsits Banc d'Espanya. 56 — Dipòsits Banc d'Espanya. 57 — Una col·lecció de rellotges. Valor històric i artístic. 58 — Col·leccions de monedes d'òr de valor numismàtic. Exemplars únics d'incalculable valor històric. 59 — Col·leccions de monedrs d'or de valor numismàtic. Exemplars únics d'incalculable valor històric. 60 a 80 — Dipòsits del Mont de Pietat y Banc d'Espanya. Més col·leccions de monedes i altres objectes d'alt valor. Ministeri d'Hisenda. 81 — Caixa petita de fusta contenint el monetari de la Casa de la Moneda de Madrid, d'or. Molt valor. 82 al 84 — Dipòsits Banc d'Espanya. 85 al 87 — Caixa de Reparacions. objectes gran valor. 88 — Dipòsits Bancs i Mont de Pietat. 89 — Entrega de la Generalitat i Mont de Pietat. 90 — Entrega de la Generalitat i Mont de Pietat. 91 — Dipòsits Mont de Pietat. 92 — Dipòsits Mont de Pietat. 93 — Dipòsits Mont de Pietat. 94 — entregues d'acord amb Decret. En Dipòsit. 95 — Dipòsits Generalitat i altres. 96 — entregues d'acord amb Decret. 97 — Dipòsits Mont de Pietat. 98 — Dipòsits Mont de Pietat. 99 — Dipòsits de la Generalitat i sacs amb monedes d'or (sense revisar el seu valor numismàtic). 100 — Varis Embalums objectes de valor. 101 — objectes del Culte de la Capella Reial de Madrid. 102 — objectes del Culte de la Capella Reial de Madrid. 103 al 110 — Dipòsits Mont de Pietat. | » |

## Ús posterior del buc
El Vita va ser adquirit el 14 de juliol de 1942 per l'Armada dels Estats Units que el va rebatejar USS Cythera (PY-31), utilitzant-lo com a buc de patrulla durant la Segona Guerra Mundial, va ser posat en reserva el 3 de gener de 1944 i donat de baixa el 14 de març de 1946, després de la qual cosa va ser venut, i va rebre els noms d'Abril, Sátira i posteriorment Ben Hech, transportant amb aquest nom a 600 refugiats a la mandat britànic de Palestina, però fou interceptat pel destructor HMS Chieftain (R32) el 16 de març de 1946, i remolcat a Haifa.
Va ser reformat i utilitzat com a canoner per l'armada d'Israel amb el nom INS Maoz (K-24), en la qual va ser baixa després de la campanya del Sinaí en 1956.
Des d'aquest any, va prestar servei com a ferri a l'illa de Capri amb el nom de Santa María Del Mare i bandera italiana, cessant en aquesta activitat en 2002. El buc va ser totalment reformat i modernitzat com a iot de luxe en 2009, i és propietat d'Allship Verwaltungs- und Beteiligungs GmbH & Co. d'Hamburg, Alemanya.